# Hans Eberhard Mayer
Hans Eberhard Mayer ( nascido em 2 de fevereiro de 1932 em Nuremberg ) é um historiador alemão.

## Carreira
Hans Eberhard Mayer é um especialista internacional na história das cruzadas. Atualmente, é professor de história medieval e moderna da Universidade de Kiel.
Ele foi membro da Monumenta Germaniae Historica entre 1956 e 1967. Foi bolsista visitante no Instituto Histórico Alemão, em Roma, em 1961. Foi professor visitante em 1965 e pesquisador visitante em 1970 para Dumbarton Oaks em Washington DC, professor na Universidade de Innsbruck entre 1964 e 1967, professor visitante na Universidade de Yale em 1971 e membro do Institute for Advanced Study em Princeton, New. Jersey entre 1972 e 1973.

## Trabalho
- The Crusades (1965, in German)
- Kings and Lords in the Latin Kingdom of Jerusalem (1994)[2]